# Herb Mieroszowa
Herb Mieroszowa – jeden z symboli miasta Mieroszów i gminy Mieroszów w postaci herbu. Wizerunek herbowy pochodzi z XIV wieku. Obecny wzór herbu obowiązuje od 1997.

## Wygląd i symbolika
Tarcza herbu jest czerwona. Widnieją na niej białe mury miejskie z dwoma ozdobnymi wieżami, zakończonymi złotymi chorągiewkami. Pod murami pod opadającą złotą kratą umieszczony jest przygotowany do skoku dzik. Nad tarczą herbową umieszczona jest złota corona muralis, posiadająca pięć wież. Mury miejskie symbolizują dawny zamek obronny Bolka I, zniszczony przez husytów w 1427, dzik symbolizuje zwierzynę łowną żyjącą w okolicach miasta.